# D’Urville Wall
Die D’Urville Wall ist eine steile Felswand aus Granit mit einer Höhe von bis zu 720 m in den Prince Albert Mountains, die den David-Gletscher im Bereich seiner Mündungszone in das Rossmeer an der Scott-Küste des ostantarktischen Viktorialands nördlich flankiert. 
Entdeckt wurde das Kliff von Teilnehmern der Nimrod-Expedition (1907–1909) unter der Leitung des britischen Polarforschers Ernest Shackleton. Benannt ist es nach dem französischen Seefahrer und Polarforscher Jules Dumont d’Urville (1790–1842).